# Patrice Evra
Patrice Latyr Évra (Dakar, 15 de maig de 1981) és un futbolista professional francès que recentment jugava de lateral i extrem esquerre al West Ham United FC de la Premier League. També ha jugat a la selecció de França.
Ara es troba lliure després de rescindir el contracte amb el seu antic club.
El 13 de maig de 2014, l'entrenador de la selecció francesa Didier Deschamps el va incloure a la llista final de 23 jugadors que representaran França a la Copa del Món de Futbol de 2014.
El 6 de juny de 2015 formà part de l'equip titular de la Juventus que va perdre la final de la Lliga de Campions 2015, a l'Estadi Olímpic de Berlín per 1 a 3, contra el FC Barcelona.

## Palmarès
AS Mònaco
- 1 Copa de la lliga francesa: 2002-03

Manchester United FC
- 1 Campionat del Món de Clubs: 2008
- 1 Lliga de Campions de la UEFA: 2007-08
- 5 Premier League: 2006-07, 2007-08, 2008-09, 2010-11, 2012-13
- 3 Copes de la lliga anglesa: 2005-06, 2008-09, 2009-10
- 5 Community Shield: 2007, 2008, 2010, 2011, 2013

Juventus FC
- 2 Serie A: 2014-15, 2015-16
- 2 Copes italianes: 2014-15, 2015-16
- 1 Supercopa Italiana: 2015